# Urago d'Oglio
Urago d'Oglio là một đô thị thuộc tỉnh Brescia trong vùng Lombardia ở Ý. Đô thị này có diện tích 10 km², dân số 3199 người.
Đô thị này giáp với các đô thị sau: Calcio (Italie), Chiari, Cividate al Piano, Pontoglio, Rudiano.